# Marcellin Berthelot
Pour les articles homonymes, voir Berthelot.
Ne doit pas être confondu avec l'homme politique du XXe siècle Marcelin Berthelot
Marcellin Berthelot (parfois orthographié Marcelin), né le 25 octobre 1827 à Paris où il mourut le 18 mars 1907, est un chimiste, physico-chimiste, biologiste, épistémologue et homme politique français. À la suite de sa participation à l'effort de guerre de 1870 contre l'Allemagne, il est élu sénateur, puis nommé ministre des Affaires étrangères et ministre de l'Instruction publique. En politique, il est connu pour avoir soutenu l'effort pour l'investissement dans les nouvelles technologies et l'aide aux populations paysannes et ouvrières. Il s'est également intéressé à la philosophie et à l'histoire des sciences en Orient.

## Biographie

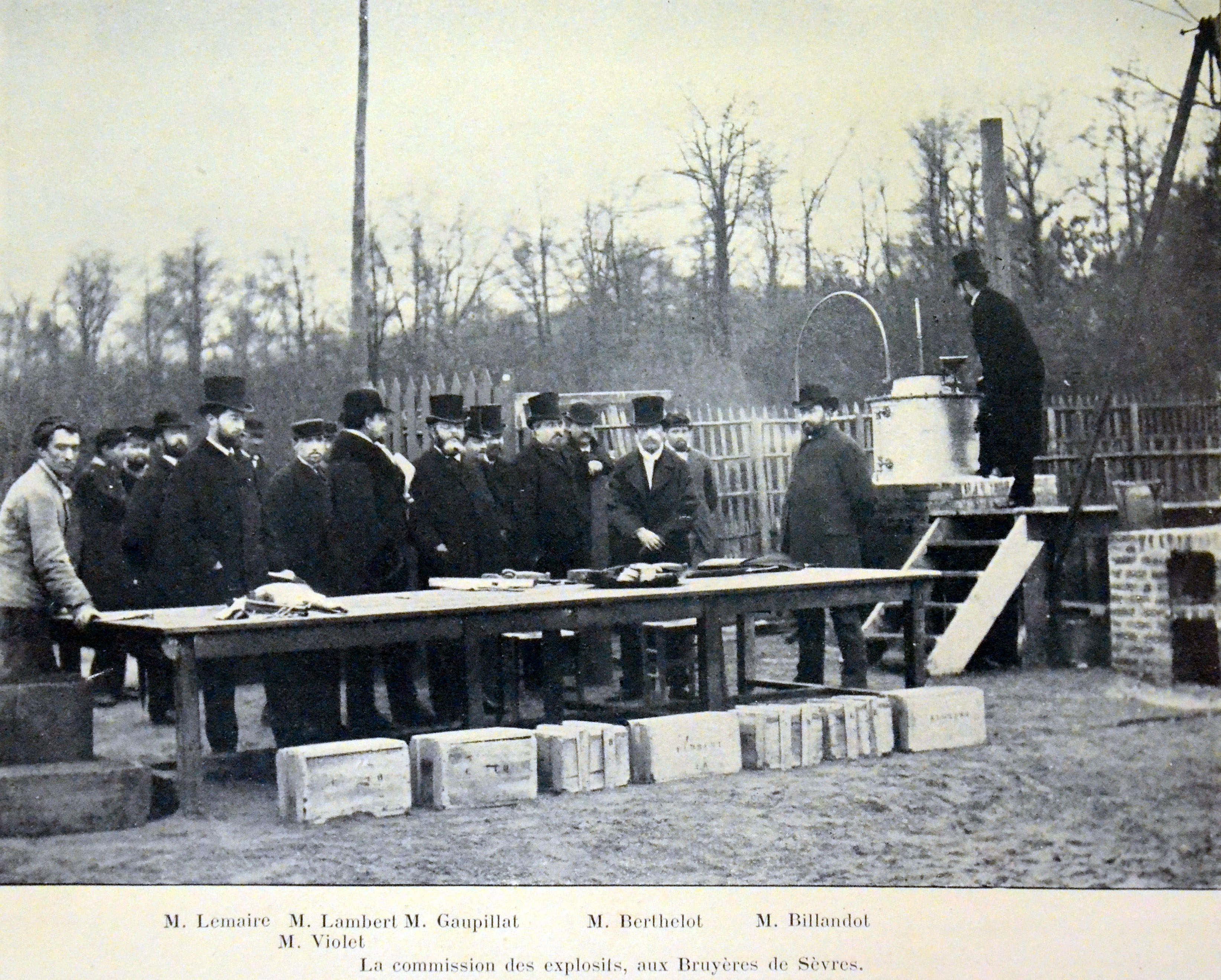
Berthelot au milieu de la Commission des explosifs (Bruyères de Sèvres).

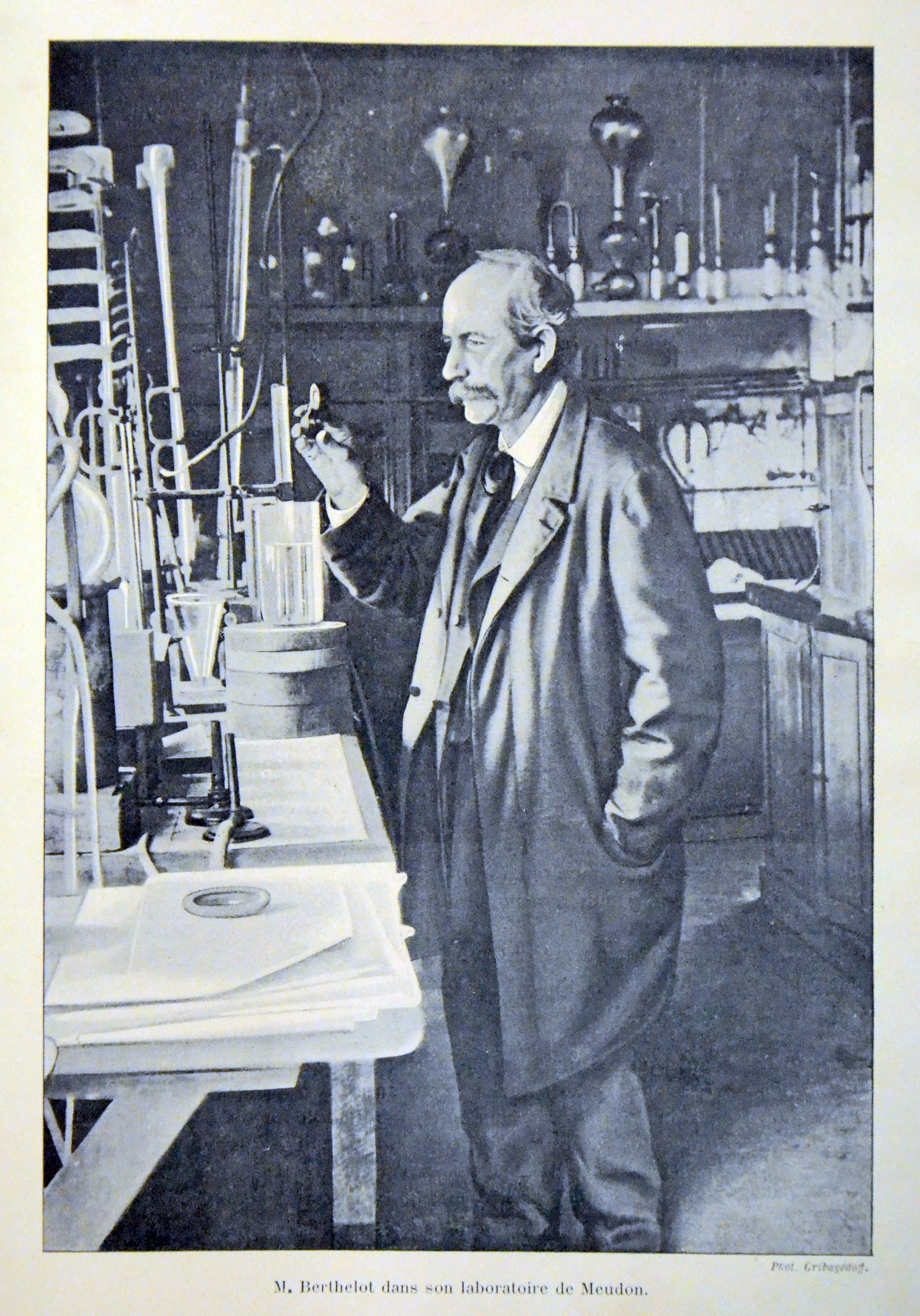
Berthelot dans son laboratoire de Meudon.

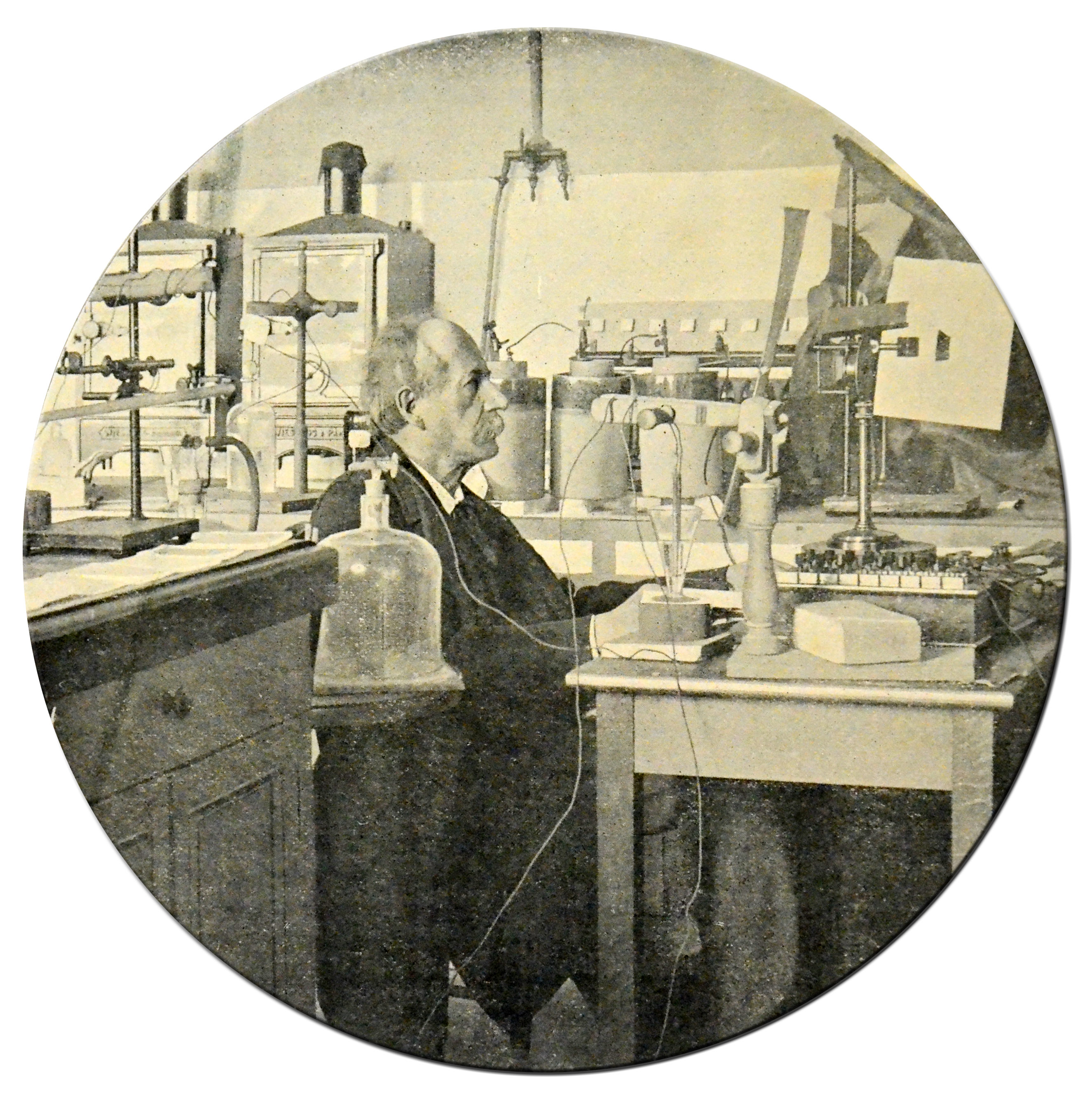
Berthelot posant, photo intitulée « M. Berthelot prenant une mesure électrique ».

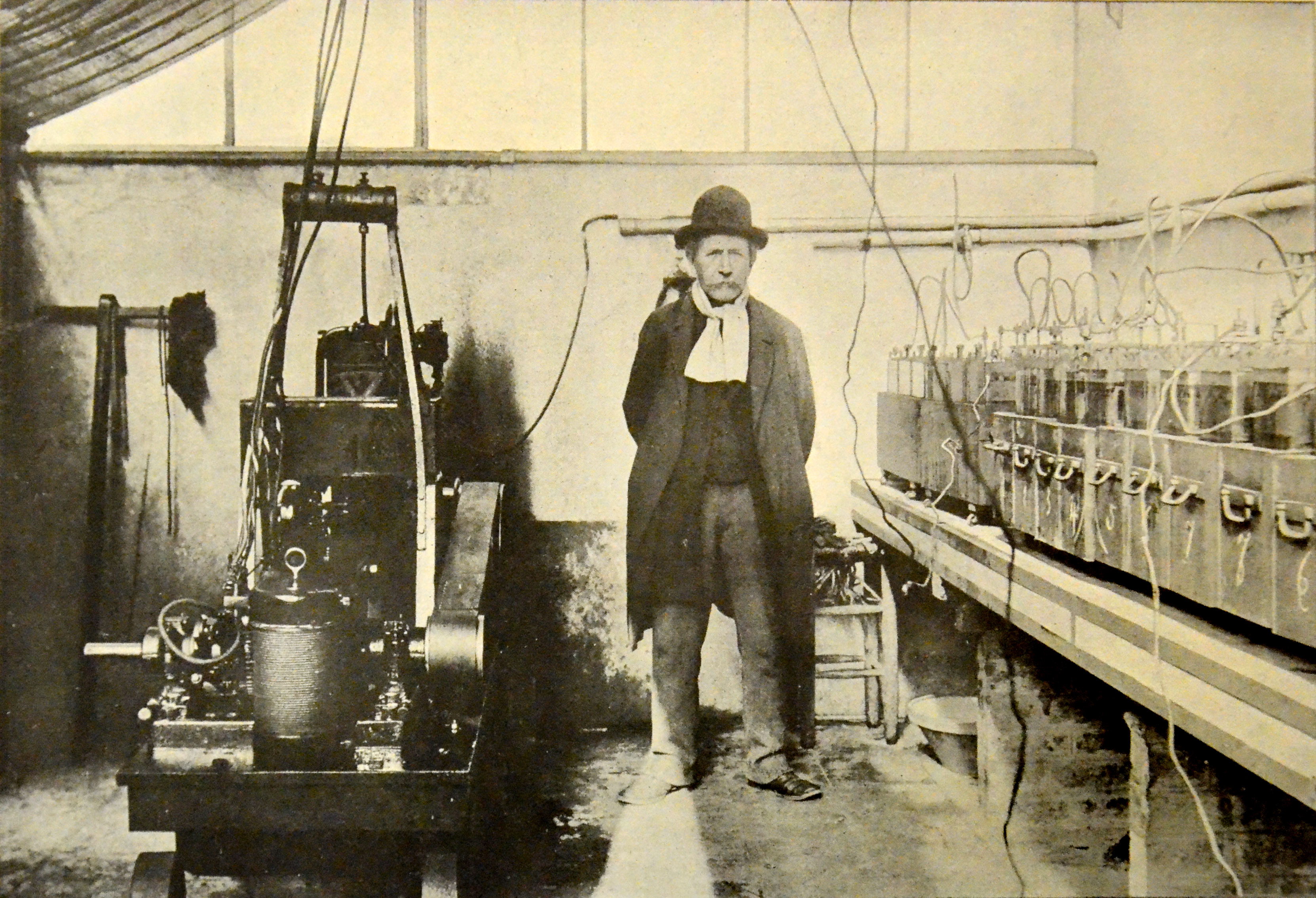
« L'usine électrique » de Berthelot, Meudon.

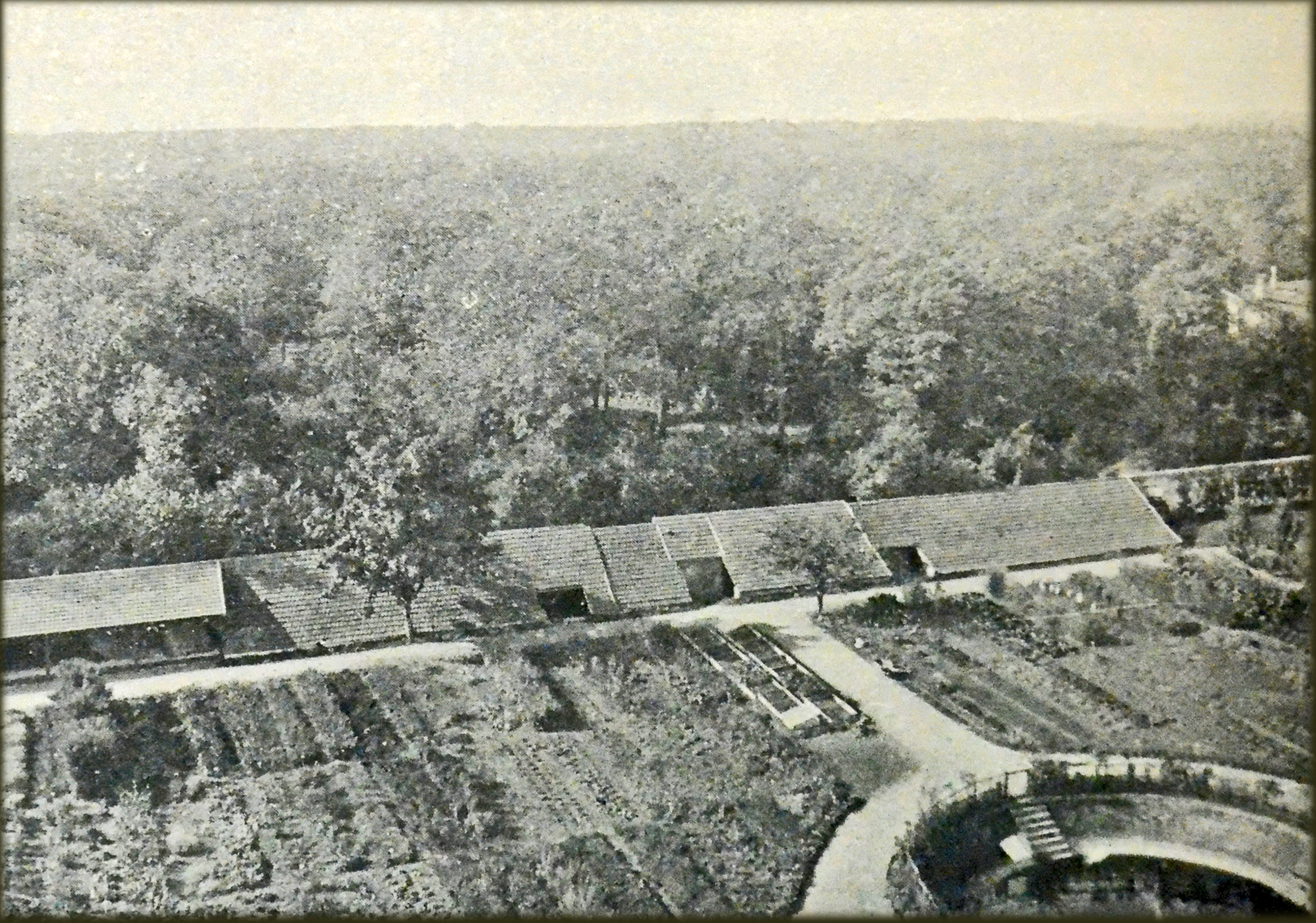
Cultures expérimentales de Meudon.

### Études: sciences et humanités
Pierre Eugène Marcellin Berthelot naît à Paris dans une maison située au coin de la rue du Mouton (absorbée dans l'actuelle place de l'Hôtel-de-Ville) et de l'ancienne place de Grève. Son père, Jacques-Martin Berthelot, est médecin et un républicain convaincu, qui se dévoue sans compter lors de l'épidémie de choléra de 1832 et pour aider les blessés sur les barricades. Berthelot fait de brillantes études en pension au lycée Henri-IV et intègre la 6e à dix ans seulement. Il excelle entre autres en histoire et en philosophie (prix d'honneur de philosophie au concours général). Il étudiera longtemps la philologie et la philosophie orientale au Collège de France en compagnie de Renan notamment.

#### L'influence du «pacte» avec Renan et de son mariage avec une Breguet
Berthelot fait la connaissance de Renan au lycée Henri-IV ; celui-ci avait quitté le séminaire et travaillait dans cet établissement comme maître d'études ; ils nouèrent une amitié qui devait durer jusqu'à la mort. Leurs correspondances publiées après la mort de Berthelot évoquent les nombreuses oppositions de religieux, mais également des ligues d'extrême-droite auxquels ils durent faire face. Marcellin Berthelot et Renan s'étaient engagés l'un vis-à-vis de l'autre de ne pas faire de grande école à l'inverse des intellectuels de l'époque, ils effectuent donc des études l'un à la Sorbonne (Renan), l'autre à la Faculté des sciences de Paris et à la Faculté de pharmacie (Berthelot). Ce choix correspond pour Berthelot à la nécessité de ne pas être contraint par des manières formatées de pensée, problème de ses contemporains qu'il développe longuement dans son ouvrage Science et morale. Dans la même logique, au moment où il fut reçu à l'Académie, il refusa de porter l'habit d'académicien. Sa volonté de donner tous ses brevets non seulement à l'État mais à l'humanité répond à cette logique. On peut remarquer qu'aucun de ses fils ne décida de présenter le concours d'une grande école.
Il se marie avec Sophie Niaudet, nièce de Louis Breguet, qui avait été éduquée par sa mère de manière extrêmement stricte en suivant des principes issus du calvinisme. La famille Breguet, suisse d'origine, était en effet calviniste depuis le XVIe siècle. Sophie inculqua les valeurs de la pensée calviniste à ses enfants et ses idées eurent une influence importante sur son mari.
Il étudie ensuite à la faculté des sciences de Paris. Très jeune, il devient l'ami de Joseph Bertrand, de Victor Hugo et de la famille Clemenceau.

### Un élève de Dumas et Balard
Marcellin Berthelot commence vraiment ses recherches dans le laboratoire privé de Théophile-Jules Pelouze, où il peut expérimenter à sa guise. Il entre au Collège de France en 1851, comme préparateur d'Antoine-Jérôme Balard. Comme plusieurs autres chimistes de son temps, il étudie les composés organiques de nature complexe. Il obtient son doctorat en 1854, à l'âge de 27 ans, avec une thèse sur la structure et la synthèse des graisses et sur les combinaisons du glycérol avec les acides.
Il continue ses fructueuses recherches sur les synthèses organiques. À la suite d'une série d'articles sur le glucose, parus en 1859 et remarqués par Jean-Baptiste Dumas, il est nommé la même année professeur à l'École supérieure de pharmacie,. Six ans plus tard, en 1865, sur recommandation de Balard, il devient professeur de chimie organique au Collège de France, avec une chaire spécialement créée à son intention. Il enseigne également à l'École pratique des hautes études, établissement dont il avait soutenu la création avec Renan (son fils André Berthelot en sera plus tard le directeur adjoint, dans un tout autre registre puisqu'il sera professeur d'histoire et philosophie anciennes). Outre la chimie, le domaine de ses intérêts était extrêmement large, englobant les médicaments, les explosifs (travaux qui l'ont conduit à devenir président de la Société des explosifs) et la physiologie végétale.

### Travaux sur l'histoire et la philosophie des sciences en Orient
Berthelot était aussi vivement intéressé par l'histoire et la philosophie orientale et particulièrement par la philosophie et l'histoire des sciences en Asie et au Moyen-Orient : comme le rappelle André-Jean Festugière, « Berthelot n'a pas été seulement le grand chimiste que l'on sait, il fut encore un historien de la chimie et c'est par lui que les philologues ont été ramenés à l'étude des textes alchimiques grecs, syriaques et arabes ». Berthelot épouse une descendante des Breguet et des Venture de Paradis, Sophie Niaudet, ce qui le rapproche des Venture de Paradis, une fameuse lignée de diplomates et d'interprètes, spécialistes de l'Orient (notamment au service de Louis XIV, puis de Bonaparte).
Ces travaux visent notamment à appréhender la manière dont d'autres civilisations ont développé des analyses des « lois naturelles » chères au projet de recherche de Berthelot.
À partir de 1869, année durant laquelle l'inauguration du canal de Suez lui fait visiter l’Égypte, il se passionne pour les textes anciens sur l'alchimie dans l'Antiquité et sur les alchimistes du Moyen Âge, étudiant les sources hermétiques chaldéennes, juives, gnostiques et islamiques.
Il apprend le sanskrit et étudie les Védas auprès de l'orientaliste Eugène Burnouf, qui enseigne alors au Collège de France. Ces diverses recherches débouchent sur Les Origines de l'alchimie (1885) puis sur Introduction à l'étude de la chimie des anciens et du Moyen Âge (1889), ouvrages qui se fondent sur la lecture et la traduction de nombreux textes anciens grecs, syriaques et arabes.
Il effectue la première traduction des ouvrages d'Abu Musa Jâbir ibn Hayyân Al-Azdi (أبو موسى جابر بن حيان الأزدي) : le Livre du Royaume, le Livre de l'Équilibre et le Livre de Mercure oriental.
Avec d'autres académiciens, il lance par souscription l'édition d'une encyclopédie.

### Engagement patriotique puis politique
Le 2 septembre 1870, lors du déclenchement de la guerre franco-allemande, profondément patriote, Berthelot demande à participer à l'effort de guerre et est nommé au Comité scientifique de défense. Il est alors membre puis président du comité consultatif du Service des poudres et salpêtres de France, puis président de la Commission des substances explosives. Il encadre la fabrication des canons et expérimente de nouvelles formules de poudre. Il est également chargé d'établir les correspondances entre Paris investi et la province,.
En 1871, les listes de candidats aux élections législatives sont établies par les journaux ou par des comités restreints ; aussi bien les journaux que les comités agissent de leur propre initiative, sans mandats. Les personnes portées sur ces listes sans leur accord ont la possibilité de se retirer par voie de presse. Berthelot figure sur les listes proposées par quatre journaux alors que, comme le rappelle Alain Corbin, il ne s'est pas présenté,. Il arrive en 109e position, avec 30 913 voix, et n'est donc pas élu. Il accepte de maintenir sa candidature afin de continuer son travail avec les comités auprès desquels il s'était engagé. Il est nommé inspecteur général de l'instruction publique en 1876. En juillet 1881, il devient sénateur inamovible.
En 1883, il fait connaître[réf. nécessaire] au grand public le rapport sur une mission confiée à Joseph-Charles d'Almeida par le Gouvernement de la Défense dont l'objet était d'établir des communications entre la province et Paris.
Dès son élection au Sénat, il prononce plusieurs discours contre les coupes dans le domaine de la santé publique. Il prône une politique interventionniste afin d'aider les paysans et les ouvriers vivant dans des situations difficiles. Il combat pour la laïcisation des enseignements et la réforme de l'enseignement (il sera notamment favorable à l'École pratique des hautes études aux côtés de Renan et de Pasteur). Il occupera deux fonctions ministérielles importantes :
- ministre de l'Instruction publique et des Beaux-arts, du 11 décembre 1886 au 17 mai 1887, dans le gouvernement René Goblet ;
- ministre des Affaires étrangères, du 1er novembre 1895 au 23 avril 1896, dans le gouvernement Léon Bourgeois.

Il entre dans le comité de direction de La Grande Encyclopédie, où il prend la relève de Ferdinand-Camille Dreyfus pour les treize derniers volumes.
Il a souvent été considéré comme l'un des grands « scientistes » et des « anti-atomistes », alors qu'il a expliqué dans de nombreux articles l'intérêt de l'atome et ses limites et il a défendu — malgré de très vives critiques à l'époque — l'importance d’investissements scientifiques dans les domaines de la santé publique, ce qui fut au centre de son engagement politique axé notamment sur l'aide aux populations les plus démunies (son grand-père était maréchal-ferrant et son père, médecin, soignait gratuitement sur les barricades lors des événements de 1848). Dès 1913, la communauté scientifique, prenant en compte les apports de John Dalton et les critiques de Berthelot et de William Hyde Wollaston, effectua une synthèse notamment avec le célèbre ouvrage de Jean Perrin, Les Atomes.
Étant, à la suite de Jean-Baptiste Dumas, un des membres les plus influents de l'École équivalentiste, selon laquelle « la chimie devait être une science strictement positive, c’est-à-dire une pratique expérimentale, libre de toute hypothèse superflue sur la structure exacte de la matière », il combat le vitalisme ainsi que l'atomisme scientifique tel que proposé par John Dalton, mais défend la spectroscopie. Comme le montre l'historienne des sciences Mary Jo Nye, il est l'un des premiers à montrer les limites des travaux de Gay-Lussac et d'Avogadro. Rare chercheur en sciences à être entré dans un gouvernement, il use de son prestige de ministre pour imposer jusque vers 1900 son école de pensée, c'est-à-dire le maintien de la science comme expérimentation et sans l'influence directe d'idéologie ou de postulats religieux. En tant qu'adversaire des calculs de la masse atomique effectués dans la lignée de Dalton, il refusait les travaux portant sur ce sujet qui lui étaient adressés mais défendait la théorie atomiste pour la spectroscopie.
Marcellin Berthelot était un espérantophone et espérantiste distingué, dont le souvenir fut salué par Zamenhof lors du 3e congrès mondial d’espéranto de Cambridge le 12 août 1907. Il était membre du comité de patronage de l'ISAE, Association scientifique internationale espérantiste.

### Berthelot et les nouvelles technologies: chimie, physico-chimie et biologie
Après avoir étudié les explosifs et les moyens de les améliorer, Marcellin Berthelot est nommé président de la Société des explosifs. Dans ce domaine, il a notamment travaillé sur « le rôle des détonants par rapport à la force des explosions, et put ainsi déterminer de façon précise quel sera l'effet produit par une quantité donnée d'un explosif, comment et pourquoi cet effet se produira ». Il a contribué à la mise au point et à la production d'explosifs sans fumée, qui seront très utilisés durant la Première Guerre mondiale et par la suite.
Interrogé par la Revue illustrée, qui lui consacre un article de plusieurs pages en janvier 1902, il dit s'être adonné au « culte de la vérité pure » :

« […] ne me mêlant jamais à la lutte des intérêts pratiques qui divisent les hommes, j'ai vécu dans mon laboratoire, solitaire, entouré de quelques élèves, mes amis : mais pendant pareille crise (guerre de 1870 et tensions avec l'Allemagne), il n'était plus permis de rester indifférent. Voilà pourquoi j'ai fabriqué de la poudre, des canons, des explosifs ; j'ai tâché de faire mon devoir sans partager les haines étroites de quelques-uns contre l'Allemagne dont je respecte la science en maudissant l'ambition impitoyable de ses chefs […] »

En fin de carrière, il s'est aussi beaucoup intéressé à la physiologie végétale. À partir de 1882, il est alors âgé de 55 ans, il s'installe à Meudon et y cultive des champs expérimentaux dans les potagers de l'ancien château pour étudier les liens entre croissance végétale et électricité. C'est dans une tour de 28 mètres, installée dans les potagers de l'ancien château et qui existe toujours, qu'il étudie l'effet de l'altitude sur le potentiel électrique des plantes soumises à différentes hauteurs et d'éventuels effets sur certaines fonctions végétales. En exposant des plantes à de l'électricité à basse tension, il cherche à comprendre comment les végétaux synthétisent les « principes organiques », comment ils fixent l'azote libre de l'air dans la terre à l'aide de l'action microbienne, qui permet de conserver la « fertilité indéfinie » des sols naturels. Ces expériences l'amènent à prouver la fixation de l'azote par les microbes. Il produit l'électricité nécessaire à son laboratoire au moyen d'un moteur et d'une batterie d'accumulateurs.

### Héritage épistémologique et philosophique

#### Science et Morale: la science comme œuvre militante et politique
Berthelot développe dans l'ouvrage Science et Morale une conception de l'humanisme visant à développer chez les individus des connaissances utiles à la société dans les domaines des sciences, des humanités, des sciences sociales, politiques et juridiques ainsi que dans le domaine de l'art (il est très proche de Victor Hugo), il défend la nécessité d'une interdisciplinarité fondée sur une connaissance approfondie de chacun de ces domaines.

#### La «science positive»: de l'observation et l'expérimentation à la généralisation
Comme le développe l'article « Berthelot » dans le Nouveau dictionnaire de pédagogie et d'instruction primaire de Ferdinand Buisson (philosophe et prix Nobel de la paix) : « Pour Berthelot […], en dehors de la science, il n'y a pas de vraie philosophie. Ce point est d'une importance capitale et il y faut insister. On trouvera, dans la célèbre lettre à Renan, écrite en 1863, l'exposé de cette doctrine centrale sur laquelle Berthelot n'a jamais varié et dont les idées maîtresses reparaîtront, aussi fermes, aussi rigoureuses, dans des écrits publiés quelque trente ans plus tard. Elle est dominée toute par la distinction entre la science positive et la science idéale. La première se propose pour but d'établir les faits ainsi que les relations immédiates qui les unissent, et cela en s'aidant de l'observation et de l'expérimentation seules (les mathématiques elles-mêmes, ces merveilleux ouvrages de la pensée pure, ne donnent des conclusions pratiquement valables que si valables ont été les données initiales de leurs raisonnements). Ces relations deviennent à leur tour des termes que peuvent unir, toujours sous le contrôle de l'expérience, des relations plus générales, comme autant de chaînes que d'autres chaînes relient. Et ainsi la science positive a beau étendre, multiplier les relations ou lois qu'elle embrasse, elle ne perd jamais pied avec le réel, mais bien au contraire demeure en immuable conformité avec lui. »

#### Critique du positivisme d'Auguste Comte
Comme le rappelle le Professeur Boutaric (Faculté des Sciences de Dijon) : Berthelot développe une philosophie « moins dogmatique que celle d'Auguste Comte ». Il défend une philosophie « qui n'assigne aucune borne au champ de l'investigation scientifique ». Il rappelle que « Nos théorie présentes […] paraitront probablement aussi chimériques aux hommes de l'avenir que l'est aux yeux des savants d'aujourd'hui la théorie du mercure des vieux philosophes. »

#### Mettre à jour «les lois naturelles» et logiques: Une propédeutique permanente
Comme le rappelle Nicole Hulin dans Physique et Humanités Scientifiques : Dans les nombreux écrits de Berthelot le but visé est de mettre à jour les lois naturelles et logiques. Le but n'est pas d'aboutir à une loi universelle mais c'est pour Berthelot à la fois un travail d'épistémologie et un combat politique :
« L'éducation scientifique nous élève en quelque sorte au-dessus de notre propre personnalité par les conceptions et la puissance qui résultent de la connaissance des lois naturelles, elle nous apprend que cette connaissance ne saurait être acquise et perpétuellement mise en œuvre que par la réunion et le concours indéfiniment prolongé des efforts individuels de tous les hommes civilisés dans le temps et dans l'espace. »

### Décès et postérité
Berthelot avait maintes fois répété à ses enfants : « Je sens que je ne pourrai survivre à votre mère » (son épouse Sophie Berthelot, née Niaudet, qui était malade). Il meurt quelques minutes après la disparition de celle-ci, le 18 mars 1907. Les causes de sa mort n'ont pas été élucidées. Certains l'ont attribuée à l'angine de poitrine dont il souffrait depuis longtemps, mais pour Jean Jacques, les circonstances font penser au suicide. Georges Lyon, son gendre (mari de sa fille, Marie-Hélène Berthelot) écrit à Louis Breguet (oncle de Sophie Niaudet, épouse Berthelot) qu'il était très faible depuis longtemps et que la douleur l'emporta.

### Descendance
Particulièrement influencés par une éducation calviniste issue des Breguet (la famille de Sophie Berthelot, dont l’ancêtre est Jean Breguet, prêtre à Neuchâtel), ses enfants durent aussi se plier à un strict respect des impératifs calvinistes,. Le devoir de servir la Nation, principe central pour les Berthelot, est transmis à ces descendants qui occupent souvent des emplois de la haute fonction publique et/ou dans les industries nationales.
Berthelot marie sa fille au protestant Charles-Victor Langlois. L'orientation de ce dernier est plus éthique que religieuse, mais a été à l’origine d’oppositions nettes et parfois brutales de la part de groupes extrêmement conservateurs comme l’Action française et les ligues d’extrême-droite ; le cas est particulièrement net dans le cas de Philippe et André Berthelot caricaturé dans des journaux comme Je suis partout comme un juif et ou comme un non-croyant,.
Parmi ses fils :
- Philippe Berthelot, diplomate et juriste, aussi connu pour être l'auteur de plusieurs poèmes et pour avoir poussé la carrière d'écrivains tels que Claudel, Valery, etc. ;
- le financier, homme politique, professeur en sciences humaines et sociales et Directeur adjoint de l'EPHE, André Berthelot ;
- le chimiste Daniel Berthelot ;
- le philosophe René Berthelot (philosophie politique et philosophie orientale).

Sa fille Camille Berthelot épouse l'historien spécialiste des rapports Occident/Orient et directeur des Archives nationales, Charles-Victor Langlois. À la mort de Charles-Victor Langlois, l'intégralité des descendants portent le nom de famille Langlois-Berthelot. Comme l'indique Daniel Langlois-Berthelot  certains descendants décideront de n'utiliser que "Langlois" pour leur vie publique et leurs publications  (comme Marc Langlois-Berthelot ou Gilles-Antoine Langlois) ou d'utilisant des pseudonyme (comme Jean-Marc Montguerre) dans une souci de "se construire individuellement sans tirer parti de ce nom de famille"
Leurs enfants incluent :
- le directeur de la Banque franco-chinoise pour le commerce et l'industrie, ingénieur et administrateur d'entreprises Marc Langlois-Berthelot;
- le chercheur en électro-magnétique et directeur de la recherche de EDF, Richard Langlois-Berthelot ;
- l'ingénieur, administrateur et financier Samuel Langlois-Berthelot.
- L'ancien doyen à la Banque de France et Président de l'Institut français du Caoutchouc, Philippe Langlois-Berthelot.

Ces quatre frères participent aux différentes étapes du développement de la Société de Recherche et d'Application Technique renouvelant, dans une large mesure, la recherche et développement au service de l'État Français telle que voulue par leur grand-père (innovations en partenariats avec les divisions militaire et civile du Commissariat à l'Énergie Atomique).
La famille des descendants de Marcellin Berthelot, les Langlois-Berthelot, ont, par mariage, des liens de cousinage avec plusieurs grandes familles huguenotes et juives : les Breguet, Halévy et Mallet[réf. nécessaire].

## Hommages
Entre 1850 et 1907, Marcellin Berthelot a déposé 1 200 brevets. Dès le début, de nombreux industriels lui proposent de les racheter (ses découvertes notamment dans le champ de la pharmacologie ont généré des sommes d'argent extrêmement importantes), mais il refuse toutes ces offres car il travaille pour la science et fait don de ses brevets, un par un, non pas seulement à l'État français, mais au monde afin que ses découvertes servent le plus grand nombre.
Son jubilé scientifique est célébré solennellement en présence de scientifiques du monde entier. Alors qu'il a été enterré dans le caveau familial, le gouvernement, désireux d'honorer le grand homme, demande le transfert de ses cendres au Panthéon. La famille accepte si Sophie Niaudet est enterrée avec lui. Il a été estimé logique de ne pas le séparer de sa femme, qui l'avait assisté dans ses recherches et avait été inhumée avec lui : elle est ainsi la première femme entrée au Panthéon.
Après sa carrière d'enseignant, Marcellin Berthelot a résidé à Meudon, où l'on trouve encore la tour d'expérimentation déjà appelée « tour Berthelot » de son vivant.
De nombreuses rues, places, avenues, écoles, de nombreux collèges, lycées ont été nommés en son honneur. Par exemple à Paris, devant le Collège de France, la place Marcelin-Berthelot.

## Apports

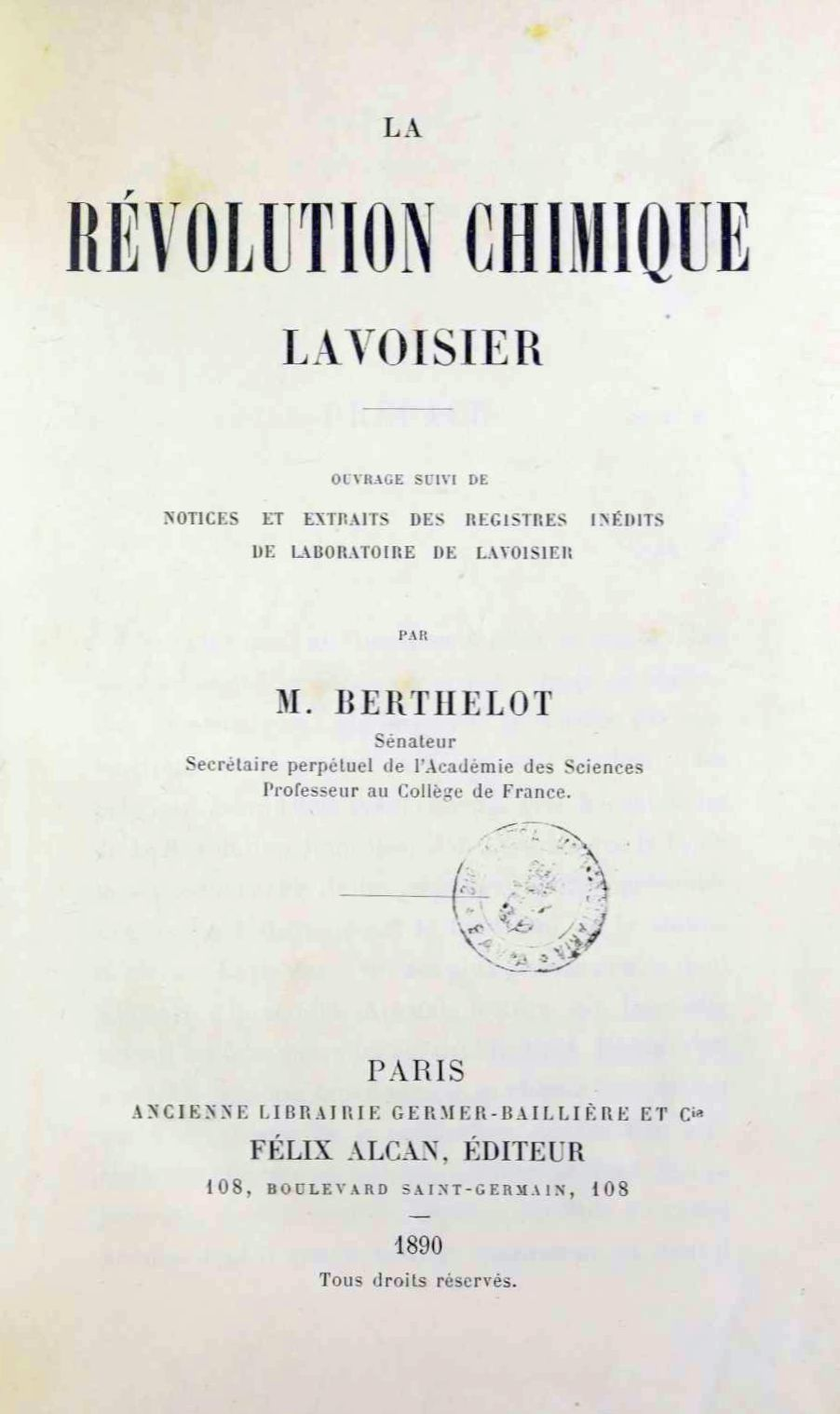
La Révolution chimique, 1890.

Berthelot est reconnu pour des travaux encore utiles de nos jours :
- ses travaux en thermochimie et sur les explosifs (bombe calorimétrique) ;
- ses travaux sur la réaction d'estérification (avec Léon Péan de Saint-Gilles) ;
- ses travaux en pharmacologie ;
- sa théorisation des lois de la physiologie végétale ;
- ses découvertes en biochimie sur l'invertase ;
- ses textes sur la biologie et la chimie comme sciences systémiques et synthétiques ;
- sa critique de l'atomisme (avec William Hyde Wollaston) comme étalon absolu, et sa critique de la manière erronée dont John Dalton traitait cette question ;
- des recherches sur l'atomisme et particulièrement sur la spectroscopie atomique (avec Charles Tanret) ;
- ses thèses sur les composés de synthèse (synthèse totale par son « œuf électrique »)[39] ;
- ses recherches sur la chaleur, sur le principe de combustion ;
- ses recherches sur la saponification des corps gras, sur la glycérine ;
- le réactif de Berthelot ;
- son influence sur les travaux sur l'hydrogénation de Paul Sabatier (prix Nobel de chimie qui fut l'assistant de Berthelot au Collège de France) ;
- ses recherches en histoire et en philosophie des sciences.

D'autres aspects de son œuvre ou de ses positions scientifiques sont des sujets de controverses. Dans ses travaux de recherche, soutenues par l'Université Lille I et la Society for the History of Alchemy and Chemistry, le Professeur Antzoulatos rappelle le contexte historique du développement des principales critiques de Berthelot: derrière des querelles scientifiques c'est une opposition politique qui est en jeu. Les adversaires de Berthelot sont très marquée politiquement et idéologiquement. Pierre Duhem et Vilfredo Pareto sont ouvertement antisémites et anti-dreyfusards quand Berthelot sera un soutien de Dreyfus dès le début de sa carrière.
- son rejet - avant la remise en question de la fin du XXe siècle - du système de l'atome comme étalon absolu[42] : comme le rappelle le Pr Laszlo dans l'article « Théorie atomique » de l'Encyclopædia Universalis, Berthelot et Le Chatelier s'opposèrent à la théorie atomique pour limiter l'implantation d'un nouveau dogmatisme comparable à la scolastique. Ils se battirent pour que la chimie reste une science expérimentale[43]. Dans ses recherches Antzoulatos rappelle que l'argument selon laquelle Berthelot aurait limité la recherche sur l'atomisme en France doit être relativisée puisque Berthelot acceptera d'utiliser le système d'atome pour certaines de ses recherches mais prévient que ce système ne doit pas être présenté d'office comme un étalon absolu[40].
- son positivisme manifesté par son opposition à la présence de références à des preuves d'ordre religieux dans les démonstrations scientifiques. Ceci l'aurait amené, lorsqu'il était secrétaire perpétuel à l'Académie des sciences, à demander que le Pr Yvon Delage retire de sa démonstration les références au linceul de Turin comme preuves scientifiques (21 avril 1902).

Il a subi également des critiques d'ordre politique : Il lui est en effet reproché d'avoir défendu une approche scientifique libre des biais dogmatiques religieux; d'avoir refusé les raccourcis d'une partie de l'école atomiste et d'avoir donné son soutien à la génération des atomistes qui marquèrent le début du XXe siècle ; d'avoir eu une politique économique en faveur des plus défavorisés (son grand père est maréchal-ferrant, son père médecin travaillait gratuitement pour aider la population parisienne lors des épidémies de choléra) alors qu'une large frange de la classe politique s'était opposée aux revendications ouvrières des années 1870 ; d'avoir défendu Zola au moment de l'affaire Dreyfus; d'avoir affirmé lors de nombreux discours que le progrès scientifique permettrait le développement économique (on sait aujourd'hui que cette politique interventionniste dans les secteurs des techniques de pointe et de la santé permirent un développement économique sans précédent jusqu'en 1914. En 1987 un ouvrage de Jean Jacques, chimiste élève d'un adversaire universitaire de Berthelot, publie un ouvrage Berthelot : Autopsie d'un mythe, dans lequel il reprend à son compte ces critiques[réf. souhaitée].
- Vilfredo Pareto critiqua en 1897 Marcellin Berthelot, dans une tribune publique de la revue Le Monde économique[44]. Berthelot participa aux rapports et à l'ouvrage du ministre des finances Jean-Jules Clamageran. Il se battit à ses côtés contre les coupes budgétaires dans l'enseignement public lorsqu'il était ministre de l'instruction publique. Dès son élection au Sénat, il prononça plusieurs discours contre les coupes dans le domaine de la santé publique, dont celui critiqué par Pareto[45]. Au cours du discours ministériel[21], Berthelot prône l'interventionnisme pour la santé publique et les nouvelles technologies : il s'oppose au soutien d'une partie de l'élite politique au « laisser-faire et laisser-passer » dans des domaines qu'il juge vitaux pour les classes paysannes et ouvrières. Ces dernières s'étaient soulevées 25 ans plus tôt et vivaient toujours dans des conditions misérables. L'interventionnisme dans le secteur des techniques de pointe et de la santé rencontra de nombreux adversaires, même si on sait aujourd'hui qu'il participa directement au développement économique sans précédent de l'économie française jusqu'en 1914. Partisan affiché du libéralisme, au sens classique, et pionnier des approches mathématiques et statistiques des sociétés humaines[46], Pareto remet en cause la légitimité de Berthelot, en invitant cet ancien ministre des Affaires étrangères et auteur de plusieurs traités économiques avec les puissances européennes[réf. souhaitée], à ne pas s'occuper de questions économiques car sa formation d'origine est la chimie[44] ;
- L'Action française s'opposa à lui, particulièrement durant l'affaire Dreyfus[47] ;
- une frange des politiciens sont offusqués qu'il soutienne Zola. Berthelot le soutient en effet dès le début de sa carrière (Zola écrit d'ailleurs un article en son honneur dans le quotidien Le Figaro) et continue à le soutenir durant l'affaire Dreyfus[47] ;
- Pierre Thuillier en 1981 lui donne, par un étrange amalgame, le surnom de « pontife du scientisme républicain ». Cette critique est souvent citée car Pierre Thuillier n'a pas hésité à tronquer le texte de Marcellin Berthelot aux endroits où cela l'arrangeait[réf. souhaitée] (jusqu'à renverser le sens même de ce qui était écrit par Berthelot) pour sa démonstration contre le scientisme. Cette critique est des plus étonnantes car l'ouvrage de Berthelot vise à défendre l'alchimie (pratique considérée comme non-scientifique mais tout de même très riche en connaissances) c'est-à-dire à montrer les limites d'une approche qui se limiterait à une foi absolue dans la science... Berthelot livre avant l'heure un discours sur les problèmes entre sciences et liberté dans un passage de Les Origines de l'alchimie (1885) : « Le monde est désormais sans mystère: La conception rationnelle prétend tout éclairer et tout comprendre; elle s'efforce de donner de toute chose une opposition positive et logique, et elle étend son déterminisme moral fatal jusqu'au monde moral. Je ne sais si les déductions impératives de la raison scientifique réaliseront un jour cette prescience divine, qui a soulevé autrefois tant de discussion et que l'on n'a jamais réussi à concilier avec le caractère non moins impératif de la liberté humaine »[48]. Berthelot était ouvertement partisan (comme son père médecin sur les barricades d'ailleurs) du développement de la science et de la médecine quitte à ce que l'État intervienne (ce que critiqua Pareto[44]) ;
- le jésuite Duviviers, parmi d'autres hommes d'Église, lui reprochait de faire partie de ces « savants qui, tout en affirmant que « la science ne s'occupe ni des causes premières ni de la fin des choses » (Berthelot), concluent cependant, au nom de cette science, à la négation de la Cause première[49] ! », c'est-à-dire ici Dieu. Pourtant Berthelot ne s'est jamais prononcé contre l'existence de Dieu, ni contre le théisme (ses parents étaient catholiques et son épouse protestante), Berthelot défendait l'idée que l'existence de Dieu n'est pas vérifiable — tout comme sa non-existence. Son credo était l’expérience et la preuve par l’expérience[50].

Dans un bref discours plein d'humour intitulé « En l'an 2000 », recueilli dans Science et Morale (1897), il raconte à son auditoire un rêve digne des romans d'anticipation de l'époque. Ce discours a été salué par Jacques Testart dans Labo-planète et a invité certains auteurs à y voir les prémisses des réflexions du philosophe Marcel Gauchet :

« Dans ce temps-là, il n'y aura plus dans le monde ni agriculture, ni pâtres, ni laboureurs : le problème de l'existence de la culture du sol aura été supprimé par la chimie. […] Chacun emportera pour se nourrir sa petite tablette azotée, sa petite motte de matière grasse, son petit morceau de fécule ou de sucre, son petit flacon d'épices aromatiques, accommodés à son goût personnel ; tout cela fabriqué économiquement et en quantités inépuisables par nos usines ; tout cela indépendant des saisons irrégulières, de la pluie, ou de la sécheresse, de la chaleur qui dessèche les plantes, ou de la gelée qui détruit l'espoir de la fructification ; tout cela enfin exempt de ces microbes pathogènes, origine des épidémies et ennemis de la vie humaine. Ce jour-là, la chimie aura accompli dans le monde une révolution radicale, dont personne ne peut calculer la portée ; il n'y aura plus ni champs couverts de moissons, ni vignobles, ni prairies remplies de bestiaux. L'homme gagnera en douceur et en moralité […]. Dans cet empire universel de la force chimique […] la terre deviendra un vaste jardin, arrosé par l'effusion des eaux souterraines, où la race humaine vivra dans l'abondance et dans la joie du légendaire âge d'or. »

Le texte finit en rappelant que l'évocation de ces « rêves » est avant tout destinée à appeler les scientifiques à participer au développement économique : « Messieurs, que ces rêves ou d'autres s'accomplissent, il sera toujours vrai de dire que le bonheur s'acquiert par l'action ».

## Distinctions
- Membre de l'Académie de médecine (1863)
- Membre de l'Académie des sciences (1873)
- Membre étranger de la Royal Society (1877)
- Lauréat de la Médaille Davy (1883)
- Secrétaire perpétuel de l'Académie des sciences (1889)
- Lauréat de la médaille Copley (1900)
- Membre de l'Académie française (1900)
- Grand-croix de la Légion d'honneur[54]
- Membre de l'Académie roumaine.

## Mandat électif
- Sénateur inamovible (1881–1907)

### Œuvres de Marcellin Berthelot
- Mémoire sur les combinaisons de la glycérine avec les acides et sur la synthèse des principes immédiats des graisses des animaux, Paris, Mallet-Bachelier, 1854 (lire en ligne)
- Chimie organique fondée sur la synthèse, Paris, Mallet-Bachelier, 1860, 2 vol. in-octavo 17×24 cm (lire en ligne tome 1), 
  - Tome 1 texte en ligne disponible sur LillOnum,
  - Tome 2, texte en ligne disponible sur LillOnum
- La Science idéale et la Science positive, lettre ouverte à Ernest Renan parue dans La Revue des deux Mondes, 1863
- Sur la force de la poudre et des matières explosives, Paris, Gauthier-Villars, 1872 (lire en ligne)
- La synthèse chimique, Germer Baillière (Paris), Bibliothèque scientifique internationale, 1876, Texte en ligne disponible sur LillOnum
- Essai de mécanique chimique fondée sur la thermochimie, Paris, éditions Dunod, 1879, xxxi+566 p., xi+774, 2 vol. in-octavo 24×15 cm (lire en ligne)

Traité élémentaire de chimie organique en collaboration avec E. Jungfleish 2 tomes en 1881 édition Dunod Paris .
- Sur la force des matières explosives d'après la thermochimie, Gauthier-Villars, 1883 (Lire en ligne vol. 1)
  - Tome 1, Gauthier-Villars (Paris), 1883, Texte en ligne disponible sur LillOnum
  - Tome 2, Dunod (Paris), 1883, Texte en ligne disponible sur LillOnum
- La Grande Encyclopédie, direction de la publication, 1885–1902
- Les Origines de l'alchimie, 1885 (Lire en ligne)
- Science et Philosophie (1886) (Lire en ligne)
- Marcelin Berthelot et Charles-Émile Ruelle, Collection des anciens alchimistes grecs (CAAG), 4 vol., 1887–1888 ; rééd. Osnabrück, 1967.
  - t. I : Introduction. Indications générales. Traités démocritains (Démocrite, Synésios, Olympiodore). Texte grec et traduction française (lire en ligne :  et )
  - t. II : Les Œuvres de Zosime. Texte grec et traduction française (lire en ligne)
  - t. III : Les Vieux Auteurs, les Traités techniques et les Commentateurs. Texte grec et traduction française
  - t. IV : Tables.
- La Révolution chimique : Lavoisier, ouvrage suivi de notices et extraits des registres inédits de laboratoire de Lavoisier , Paris, Félix Alcan, Bibliothèque scientifique internationale, 1890 (Lire en ligne), Texte en ligne disponible sur LillOnum
- La Chimie au Moyen Âge, 3 vol. 1893 ; rééd. Osnabruck, O. Zeller, 1967 [(fr) lire en ligne] :
  - t. I : Essai sur la transmission de la science antique au Moyen Âge (Lire en ligne)
  - t. II : L'Alchimie syriaque (Lire en ligne)
  - t. III : L'Alchimie arabe (Lire en ligne)
- Science et morale, Paris, Impr. Nouvelle, 1895, 35 p., 1 cahier in-16 broché (lire en ligne)
- Thermochimie. Données et lois numériques, 2 vol., Paris, Gauthier-Villars, 1897 :
  - t. I : Les Lois numériques, [numérisé par la Bibliothèque universitaire Pierre et Marie Curie (BUPMC)]
  - t. II : Les Données expérimentales, [numérisé par la Bibliothèque universitaire Pierre et Marie Curie (BUPMC)]
- Chimie végétale et agricole, Gauthier Villars ; Masson & Cie (Paris), 1899
  - Tome 1: Fixation de l'azote libre sur la terre et sur les végétaux, Gauthier Villars ; Masson & Cie (Paris), 1899, Texte en ligne disponible sur LillOnum
  - Tome 2 : Recherches générales sur la végétation. Actions chimiques de la lumières, Gauthier Villars ; Masson & Cie (Paris), 1899, Texte en ligne disponible sur LillOnum
  - Tome 3 : Recherches spéciales sur la végétation : éléments - Azotate - Acides - Sucres - Composés oxidables - Oxidants, Gauthier Villars ; Masson & Cie (Paris), 1899, Texte en ligne disponible sur LillOnum
  - Tome 4 : La terre végétale - Le vin et son bouquet, Gauthier Villars ; Masson & Cie (Paris), 1899, Texte en ligne disponible sur LillOnum
- Chaleur animale, 1899
  - Tome 1, Texte en ligne disponible sur LillOnum
  - Tome 2, Texte en ligne disponible sur LillOnum
- Les Carbures d'hydrogène, 1901.
  - Tome 1, 1901, Paris, Gauthier-Villars, Texte en ligne disponible sur LillOnum
  - Tome 2, 1901, Paris, Gauthier-Villars, Texte en ligne disponible sur LillOnum
  - Tome 3, 1901, Paris, Gauthier-Villars, Texte en ligne disponible sur LillOnum

### Études et témoignages sur Berthelot
- Arthur Bower Griffiths, « Berthelot », dans Biographies of Scientific Men, 1912, sur Wikisource
- Émile Jungfleisch, « Notice sur la vie et les travaux de Marcelin Berthelot », Bull. Soc. Chim. Fr., 4e série, vol. 13,‎ 1913 (ISSN 0150-9888) Recommandé par J. Jacques comme contenant une liste complète et une analyse très poussée des travaux scientifiques[55].
- Jean Jacques, Berthelot 1827-1907, autopsie d'un mythe, Paris, Belin, 1987 L'auteur, qui reconnaît ne pas aimer Berthelot, cherche à trier l'ivraie et le bon grain, non seulement dans son activité politique et idéologique, mais aussi dans son œuvre scientifique.
- Jacqueline Lalouette, « Berthelot Pierre Eugène Marcelin 1827-1907 », dans Jean-Marie Mayeur et Alain Corbin (dir.), Les immortels du Sénat, 1875-1918 : les cent seize inamovibles de la Troisième République, Paris, Publications de la Sorbonne, coll. « Histoire de la France aux XIXe et XXe siècles » (no 37), 1995, 512 p. (ISBN 2-85944-273-1, lire en ligne), p. 227-231.
- Daniel Langlois-Berthelot, Marcelin Berthelot : Un savant engagé, Paris, J.-C. Lattés, 2000. L'auteur, arrière-petit-fils de Berthelot, utilise des sources familiales inédites.
- Ernest Renan, Souvenirs d'enfance et de jeunesse, rééd. Paris, Calmann-Lévy, 1966, p. 182-185.
- Léon Velluz, Vie de Berthelot, Plon, 1964. Complète l'étude de Jungfleisch en ce qu'il s'attache à la vie privée de Berthelot.
- Reino Virtanen, Marcelin Berthelot : A study of a scientist's public role, University of Nebraska Studies, 1965Recommandé par J. Jacques comme « éclairant remarquablement l'homme public replacé dans l'histoire culturelle et politique de son temps[55] ».

#### Bases de données et dictionnaires
- Ressources relatives à la recherche :   - Académie royale de Belgique
  - Biodiversity Heritage Library
  - La France savante
  - Persée
- Ressources relatives à la vie publique :   - base Léonore
  - Sénat
- Ressources relatives aux beaux-arts :   - AGORHA
  - British Museum
- Ressource relative à la littérature :   - Académie française (membres)
- Ressource relative à la santé :   - Bibliothèque interuniversitaire de santé
- Notices dans des dictionnaires ou encyclopédies généralistes :   - Britannica
  - Brockhaus
  - Den Store Danske Encyklopædi
  - Deutsche Biographie
  - Enciclopedia De Agostini
  - Gran Enciclopèdia Catalana
  - Hrvatska Enciklopedija
  - Internetowa encyklopedia PWN
  - Nationalencyklopedin
  - Proleksis enciklopedija
  - Store norske leksikon
  - Treccani
  - Universalis
- Notices d'autorité :   - VIAF
  - ISNI
  - BnF (données)
  - IdRef
  - LCCN
  - GND
  - Italie
  - Japon
  - CiNii
  - Espagne
  - Belgique
  - Pays-Bas
  - Pologne
  - Israël
  - NUKAT
  - Catalogne
  - Suède
  - Vatican

#### Autres
- L'apport scientifique de Marcellin Berthelot
- Discours sur l'an 2000 (prononcé par Marcellin Berthelot le 5 avril 1894)